# بوریس پاسترناک
بوریس لئونیدویچ پاسترناک (به روسی: Бори́с Леони́дович Пастерна́к) از شاعران و نویسندگان روس بود که موفق به دریافت جوایز ادبی شد. شهرت وی در بیرون از روسیه بیشتر به خاطر رمان دکتر ژیواگو است ولی شهرت او در خود روسیه بیشتر به عنوان یک شاعر است.

## زندگی

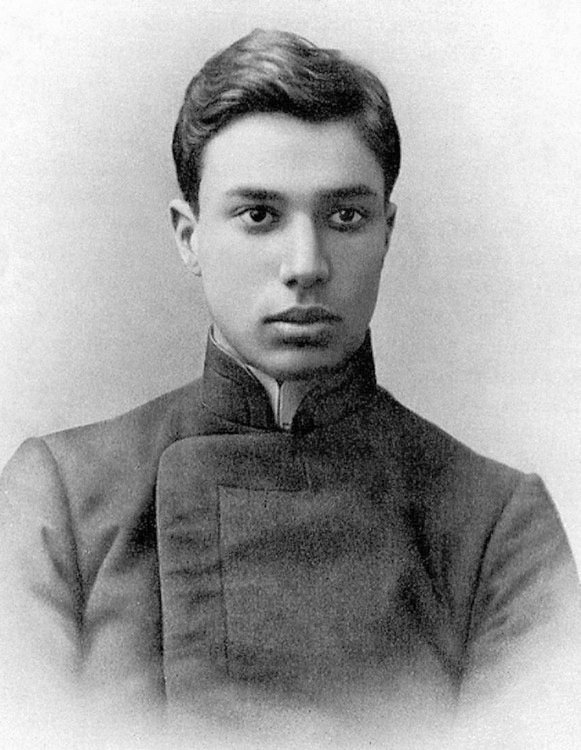
در سال ۱۹۰۸

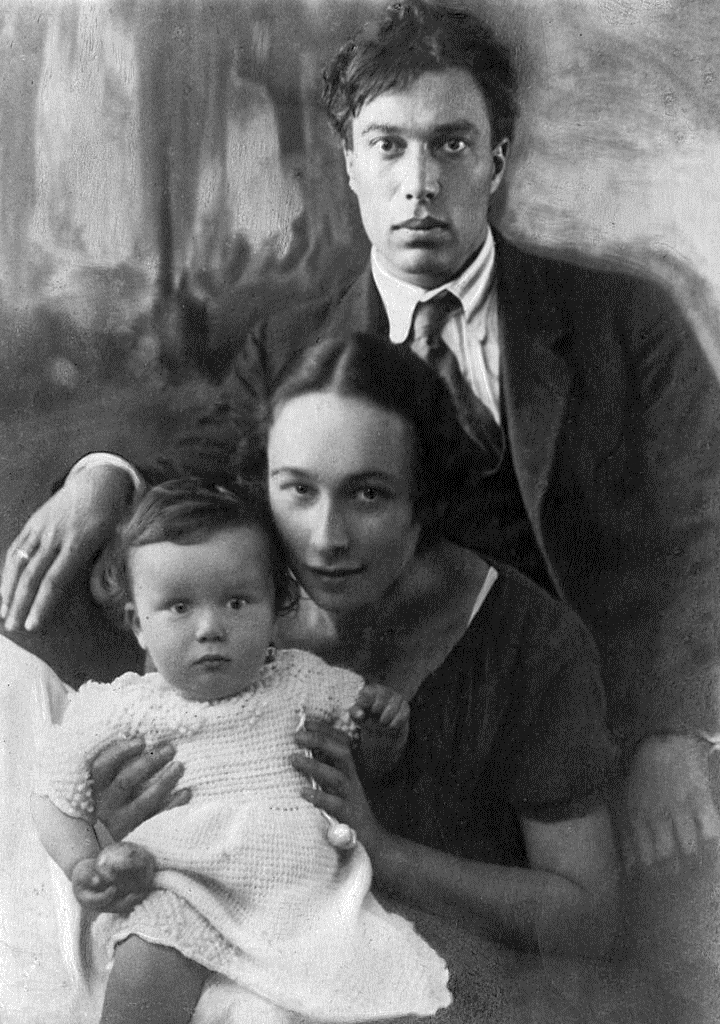
بوریس پاسترناک همراه با همسرش و یک پسر ۱۹۲۰

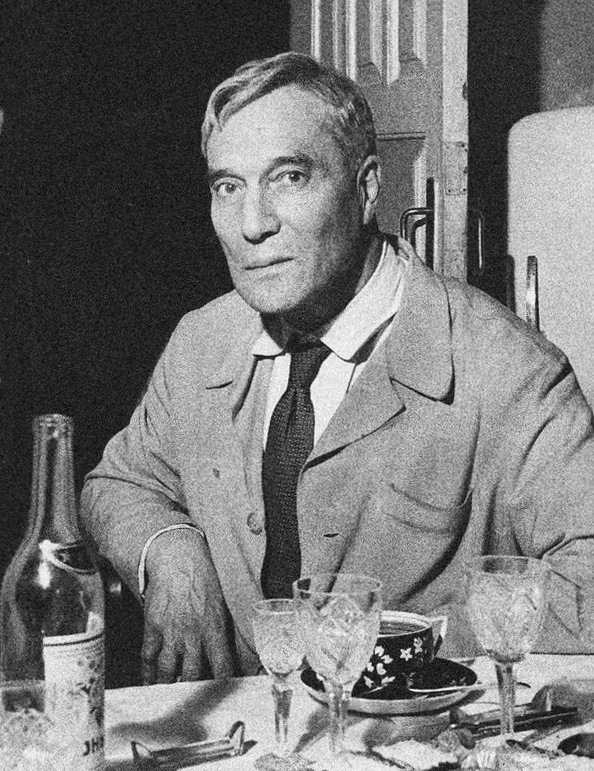
در سال ۱۹۵۹

در فوریه ۱۸۹۰ در خانواده لئونید پاسترناک- آکادمیسین نقاشی، استاد دانشکده نقاشی، معماری و مجسمه‌سازی- و «رزا ایزیدرونا کاوفمان» - پیانیست مشهور- پسری متولد شد که نامش را بوریس گذاشتند. بوریس در سال ۱۹۰۶ تحصیلات متوسطه را به پایان رسانید و در سال ۱۹۰۹ برای تحصیل فلسفه وارد دانشکدهٔ فلسفه و تاریخ دانشگاه مسکو شد. در سال ۱۹۱۲ برای تکمیل دانش فلسفی راهی ماربورگ آلمان شد. یکسال بعد، پاسترناک به فلسفه بی‌علاقه می‌شود و فعالیت ادبی خود را آغاز می‌کند. آشنایی او با نمایندگان برجسته نمادگرایی و فوتوریسم، از جمله ولادیمیر مایاکوفسکی زمینه‌ساز چاپ پنج شعر در سال‌نامه «لیریکا» می‌شود. از سال ۱۹۱۴ که اولین کتاب شعر پاسترناک به نام «توأمان در ابرها» چاپ شد تا ۱۹۳۱ که وی از مسکو به قفقاز مهاجرت کرد بیش از ده مجموعه شعر توسط وی منشر شد که این قضیه باعث گردید تا در اولین کنگرهٔ نویسندگان در سال۱۹۳۴، پاسترناک بزرگ‌ترین شاعر معاصر روس معرفی گردد. البته به دلیل خودداری او از محدود شدن به موضوع‌های کارگری این تمجیدها خیلی زود جای خود را به انتقادهایی تند می‌دهد. در همین سال پاسترناک با زیناییدا «نیکلایونا نیگاوز» ازدواج می‌کند.
در سال ۱۹۴۱، با آغاز جنگ جهانی دوم پاسترناک به شهر چیستاپل نقل مکان می‌کند. در این زمان به نوشتن اشعار میهن‌پرستانه مثل «قصه ترسناک» و «پاسگاه مرزی» می‌پردازد و به عنوان خبرنگار نظامی داوطلبانه به جبهه اعزام می‌شود. در سال ۱۹۴۶ پاسترناک کار بر روی شاهکار خود یعنی رمان دکتر ژیواگو را آغاز می‌کند. این کتاب در سال ۱۹۵۷ در ایتالیا چاپ می‌شود و باعث می‌شود که جایزه نوبل ادبیات در سال ۱۹۵۸ نصیب پاسترناک شود، هرچند به دلیل واکنش تند حکومت وی از بیم طرد شدن از میهن از دریافت جایزه نوبل خودداری می‌کند.
پیتر فین و پترا کووی در کتابی که با عنوان «ادبیات علیه استبداد» به فارسی ترجمه شده‌است بخش مهمی از زندگینامه او را از پیش از آغاز به نوشتن رمان دکتر ژیواگو تا مرگ او و حوادثی که برای اطرافیان او پس از مرگش رخ می‌دهد در یک مستند روایی نوشته‌اند.

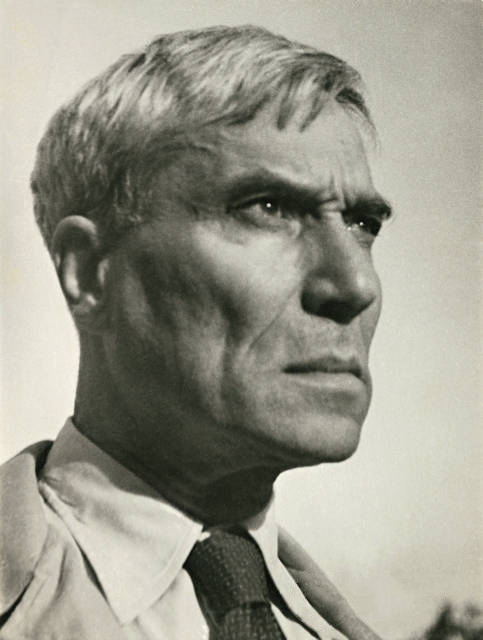
در سال ۱۹۵۸

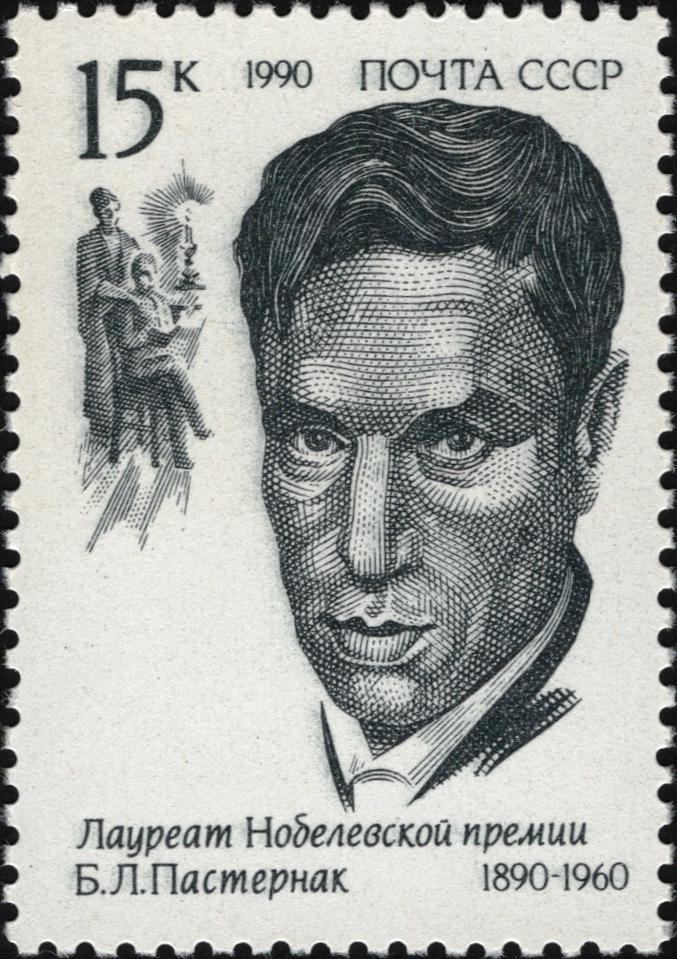
چهره وی بر روی تمبر اتحاد جماهیر شوروی سوسیالیستی ۱۹۹۰

## آثار
- ۱۹۱۴: توأمان در ابرها
- ۱۹۱۷: مجموعه شعر بر فراز حصارها
- ۱۹۲۲: خواهر من زندگی، نامه‌هایی از تولا، کودکی لوورس
- ۱۹۲۳: تم‌ها و واریاسیون‌ها
- ۱۹۲۶: تصنیف منظومه تاریخی- انقلابی «سال ۱۹۰۵»
- ۱۹۲۷: منظومهٔ تاریخی «ستوان اشمیت»
- ۱۹۲۸: منظومهٔ «بیماری والا» و رمان منظوم «اسپکترسکی»
- ۱۹۳۱: تولدی دیگر
- ۱۹۴۱: قصهٔ ترسناک و پاسگاه مرزی
- ۱۹۴۳: قطارهای اول وقت
- ۱۹۴۵: پهنای زمین
- ۱۹۵۷: دکتر ژیواگو
- ۱۹۵۹: وقتی هوا صاف می‌شود

## مرگ
در تاریخ ۳۰ مه ۱۹۶۰ بوریس لئانیدویچ پاسترناک در اثر سرطان ریه در پردلکینا چشم از جهان فروبست.

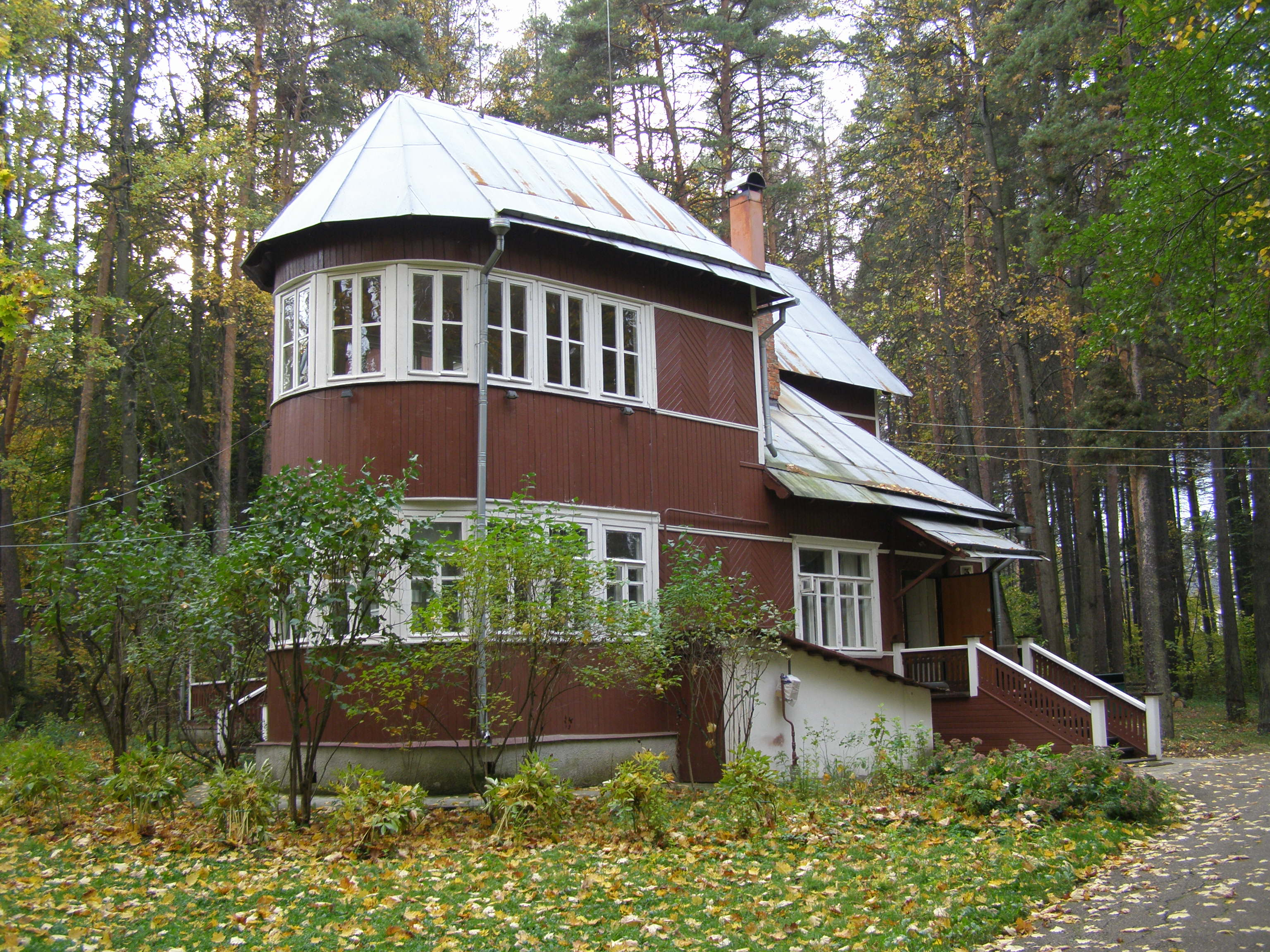
ویلای پاسترناک جایی که وی از سال ۱۹۳۶ تا زمان مرگش در سال ۱۹۶۰ در آن زندگی کرد.

## نمونه شعر
«باد»
فنا شدم،
تو اما هنوز زنده‌ای
و بادِ شکوه‌ناک و اشک‌آلود
تکان می‌دهد جنگل و خانه را-
اما نه هر صنوبر را به‌تفریق،
که تمامت درخت‌ها را
همراه با سراسر دشت بی‌کران،
چون که تن ناوها را
بر آب آیینه‌وار خلیج؛ و این از تهور
یا خشمی بی‌هدف نیست،
بلکه از این روست تنها
که در اندوه
واژگانی برای نغمه لالای تو
پیدا کند.